# AL-Bank Ligaen 2012/13
Die AL-Bank Ligaen-Saison 2012/13 war die 56. Spielzeit seit Gründung der AL-Bank Ligaen, der höchsten Liga im dänischen Eishockey. SønderjyskE Ishockey wurde zum insgesamt siebten Mal Dänischer Meister.

## Teilnehmer
| Klub                      | Standort      | Vorjahr | Play-offs     |
| ------------------------- | ------------- | ------- | ------------- |
| Aalborg Pirates           | Aalborg       | 5.      | Halbfinale    |
| Copenhagen Hockey         | Kopenhagen    | 9.      | –             |
| EfB Ishockey              | Esbjerg       | 8.      | Viertelfinale |
| Frederikshavn White Hawks | Frederikshavn | 7.      | Viertelfinale |
| Herlev Eagles             | Herlev        | 6.      | Viertelfinale |
| Herning Blue Fox          | Herning       | 3.      | Meister       |
| Odense Bulldogs           | Odense        | 2.      | Vizemeister   |
| Rødovre Mighty Bulls      | Rødovre       | 4.      | Viertelfinale |
| SønderjyskE Ishockey      | Haderslev     | 1.      | Halbfinale    |

## Modus
In der Hauptrunde absolvieren die neun Mannschaften jeweils 40 Spiele. Für einen Sieg nach regulärer Spielzeit erhält jede Mannschaft drei Punkte, für einen Sieg nach Overtime zwei Punkte, bei einer Niederlage nach Overtime gibt es einen Punkt und bei einer Niederlage nach regulärer Spielzeit null Punkte. Die acht bestplatzierten Mannschaften qualifizieren sich für die Playoffs. In den ersten beiden Playoff-Runden dürfen die Mannschaften in der Reihenfolge ihrer Abschlussplatzierungen ihren Playoff-Gegner aussuchen, wobei der Erstplatzierte zuerst seinen Gegner wählen darf.

## Hauptrunde
|    | Klub                      | Sp | S  | OTS | OTN | N  | T   | GT  | Punkte |
| -- | ------------------------- | -- | -- | --- | --- | -- | --- | --- | ------ |
| 1. | Herning Blue Fox          | 40 | 24 | 4   | 4   | 8  | 123 | 69  | 84     |
| 2. | Frederikshavn White Hawks | 40 | 24 | 3   | 6   | 7  | 127 | 78  | 84     |
| 3. | Aalborg Pirates           | 40 | 23 | 4   | 3   | 10 | 135 | 102 | 80     |
| 4. | SønderjyskE Ishockey      | 40 | 22 | 3   | 2   | 13 | 138 | 79  | 74     |
| 5. | Odense Bulldogs           | 40 | 17 | 4   | 2   | 17 | 114 | 113 | 61     |
| 6. | EfB Ishockey              | 40 | 14 | 5   | 4   | 17 | 115 | 125 | 56     |
| 7. | Rødovre Mighty Bulls      | 40 | 11 | 5   | 3   | 21 | 97  | 121 | 46     |
| 8. | Herlev Eagles             | 40 | 11 | 4   | 4   | 21 | 91  | 128 | 45     |
| 9. | Copenhagen Hockey         | 40 | 1  | 1   | 5   | 33 | 68  | 193 | 10     |

Sp = Spiele, S = Siege, U = Unentschieden, N = Niederlagen, OTS = Overtime-Siege, OTN = Overtime-Niederlage, SOS = Penalty-Siege, SON = Penalty-Niederlage

## Playoffs

### Playoff-Baum
|  | Viertelfinale | Viertelfinale        | Viertelfinale        |   |                           | Halbfinale           | Halbfinale       | Halbfinale      |   |  | Finale | Finale | Finale |
|  |               |                      |                      |   |                           |                      |                  |                 |   |  |        |        |        |
|  | 1             | Herning Blue Fox     | 2                    |   |                           |                      |                  |                 |   |  |        |        |        |
|  | 7             | Rødovre Mighty Bulls | 4                    |   |                           |                      |                  |                 |   |  |        |        |        |
|  | 7             | Rødovre Mighty Bulls | 4                    | 2 | Frederikshavn White Hawks | 4                    |                  |                 |   |  |        |        |        |
|  |               |                      |                      | 2 | Frederikshavn White Hawks | 4                    |                  |                 |   |  |        |        |        |
|  |               | 7                    | Rødovre Mighty Bulls | 1 |                           |                      |                  |                 |   |  |        |        |        |
|  | 2             | 7                    | Rødovre Mighty Bulls | 1 | Frederikshavn White Hawks | 4                    |                  |                 |   |  |        |        |        |
|  | 2             |                      |                      |   | Frederikshavn White Hawks | 4                    |                  |                 |   |  |        |        |        |
|  | 8             | Herlev Eagles        | 0                    |   |                           |                      |                  |                 |   |  |        |        |        |
|  | 8             | Herlev Eagles        | 0                    | 2 | Frederikshavn White Hawks | 3                    |                  |                 |   |  |        |        |        |
|  |               |                      |                      |   | Frederikshavn White Hawks | 3                    |                  |                 |   |  |        |        |        |
|  |               | 4                    | SønderjyskE Ishockey | 4 |                           |                      |                  |                 |   |  |        |        |        |
|  | 3             | 4                    | SønderjyskE Ishockey | 4 | Aalborg Pirates           | 3                    |                  |                 |   |  |        |        |        |
|  | 3             |                      |                      |   | Aalborg Pirates           | 3                    |                  |                 |   |  |        |        |        |
|  | 5             | Odense Bulldogs      | 4                    |   |                           |                      |                  |                 |   |  |        |        |        |
|  | 5             | Odense Bulldogs      | 4                    | 4 | SønderjyskE Ishockey      | 4                    |                  |                 |   |  |        |        |        |
|  |               |                      |                      | 4 | SønderjyskE Ishockey      | 4                    | Spiel um Platz 3 |                 |   |  |        |        |        |
|  |               | 5                    | Odense Bulldogs      | 1 |                           |                      |                  |                 |   |  |        |        |        |
|  | 4             | 5                    | Odense Bulldogs      | 1 | SønderjyskE Ishockey      | 4                    | 5                | Odense Bulldogs | 4 |  |        |        |        |
|  | 4             |                      |                      |   | SønderjyskE Ishockey      | 4                    | 5                | Odense Bulldogs | 4 |  |        |        |        |
|  | 6             | EfB Ishockey         | 2                    |   | 7                         | Rødovre Mighty Bulls | 5                |                 |   |  |        |        |        |

### Viertelfinale
Die Viertelfinalspiele wurden im Modus „Best of Seven“ ausgetragen und fanden vom 1. bis 16. März 2013 statt.
|                                          | Serie | 1   | 2         | 3         | 4         | 5   | 6         | 7   |
| ---------------------------------------- | ----- | --- | --------- | --------- | --------- | --- | --------- | --- |
| Herning Blue Fox – Rødovre Mighty Bulls  | 2:4   | 4:1 | 1:2       | 1:2 n. V. | 1:2 n. V. | 2:0 | 2:3 n. V. | -   |
| Fredrikshavn White Hawks – Herlev Eagles | 4:0   | 4:1 | 3:2 n. V. | 5:1       | 1:0 n. V. | -   | -         | -   |
| AaB Ishockey – Odense Bulldogs           | 3:4   | 1:2 | 3:2 n. V. | 0:1 n. V. | 2:3       | 4:3 | 3:1       | 0:3 |
| SønderjyskE Ishockey – EfB Ishockey      | 4:2   | 5:2 | 0:1       | 1:2 n. V. | 4:1       | 5:1 | 5:0       | -   |

### Halbfinale
Die Halbfinalspiele wurden im Modus „Best of Seven“ ausgetragen und fanden vom 19. bis 28. März 2013 statt.
|                                                 | Serie | 1   | 2   | 3         | 4         | 5         | 6 | 7 |
| ----------------------------------------------- | ----- | --- | --- | --------- | --------- | --------- | - | - |
| Fredrikshavn White Hawks – Rødovre Mighty Bulls | 4:1   | 4:1 | 1:5 | 2:0       | 3:2 n. V. | 4:3 n. V. | - | - |
| SønderjyskE Ishockey – Odense Bulldogs          | 4:1   | 3:2 | 2:3 | 3:2 n. V. | 4:1       | 4:1       | - | - |

### Spiele um Platz 3
Die Spiele um Platz 3 wurden in zwei Spielen mit Hin- und Rückspiel ausgetragen und fanden am 5. und 6. April 2013 statt.
|                                       | Summe | 1   | 2   |
| ------------------------------------- | ----- | --- | --- |
| Odense Bulldogs –Rødovre Mighty Bulls | 4:5   | 3:3 | 1:2 |

### Finale
Die Finalspiele wurden im Modus „Best of Seven“ ausgetragen und fanden vom 30. März bis 19. April 2013 statt.
|                                                 | Serie | 1   | 2   | 3   | 4   | 5   | 6   | 7         |
| ----------------------------------------------- | ----- | --- | --- | --- | --- | --- | --- | --------- |
| Fredrikshavn White Hawks – SønderjyskE Ishockey | 3:4   | 3:1 | 1:5 | 4:3 | 1:3 | 2:1 | 2:5 | 0:1 n. V. |

## Auszeichnungen
All-Star Team
- Torhüter: Ľuboš Pisár, Blue Fox Herning
- Verteidigung: Tyler Gotto, SønderjyskE – Mads Christensen, Frederikshavn
- Angriff: Alex Nikiforuk, EfB Ishockey – Patrick Asselin, SønderjyskE – Brock Hooton, SønderjyskE